# Група 77
«Група 77» (G-77, Group of Seventy-Seven) — міждержавна організація країн, що розвиваються, діюча в рамках ООН та її органів. Рішення про створення угруповання було ухвалене на нараді міністрів країн Азії, Африки та Латинської Америки в 1964 році, а офіційно оформлена вона була на 1-й сесії Конференції ООН з торгівлі та розвитку, що проходила в Женеві 15 червня того ж року. Спочатку членів було 77, але їх число зростало по мірі прийняття нових країн до складу ООН.

## Історія
Назва групи, як і вона сама виникли на 1-й сесії Конференції ООН з торгівлі і розвитку, яка проходила в Женеві в 1964 році, в ході якої країнами, що розвиваються була прийнята «Спільна Декларація сімдесяти семи країн» («Joint Declaration of the Seventy-Seven Countries»). Поступово число країн-учасниць росло і досягло 134 на сьогоднішній день. У радянський період з соціалістичних країн членами «Групи 77» були КНДР, Куба, В'єтнам, Румунія і Югославія. 
В рамках «Групи 77» виникли багатонаціональні підприємства, зокрема в Латинській Америці, двосторонні і багатосторонні міждержавні торговельні угоди, а також угоди в інших галузях економіки і господарства, економічні регіональні організації і союзи. Важливі резолюції Генеральної Асамблеї ООН, ЮНКТАД, ЮНІДО, ЮНЕП, ГАТТ, ЮНЕСКО, МФСР і ін. приймаються під впливом політики «Групи 77». Величезний вплив на напрямок діяльності і вироблення спільних позицій «Групи 77» надавав Рух неприєднання. 
У 1990-х в діяльності «Групи 77» проявилися слабкі сторони, зокрема недостатня усвідомленість ролі прогресивних соціально-економічних трансформацій для подолання економічної відсталості і забезпечення фінансової самостійності країн, що розвиваються, намітилося посилення суперечностей в групі в силу відмінності соціально-економічних та ідеологічних орієнтацій її членів, що послабило їх спільні позиції перед економічним, політичним, і іншими видами тисків, що здійснюються на них розвиненими країнами та транснаціональними компаніями. Проте діяльність «Групи 77» зберігає своє значення і об'єктивну основу для зміцнення спільних позицій країн, що розвиваються у світовій спільноті.

## Наради
Перша нарада міністрів «Групи 77» пройшла в столиці Алжиру 25 жовтня 1967 року. Результатом наради стала Алжирська Хартія, в якій головною своєю метою «Група 77» проголошує створення нового міжнародного економічного порядку. Ця мета так чи інакше простежується в інших документах, прийнятих «Групою 77». У 1976 році на нараді міністрів «Групи 77» були затверджені Декларація та Програма ЕСРС, підтверджена в «Арушській програмі колективного самозабезпечення і рамок для переговорів» (Танзанія, 1979 рік) і доповнена положеннями технічного співробітництва країн, що розвиваються — головним механізмом сприяння ЕСРС.
Ці програми є основоположними в рамках діалогу «Південь — Південь» і найважливішими ланками, що визначають характер спільних дій «Групи 77» зі створення рівноправних і справедливих міжнародних економічних відносин, встановлення нового світового економічного порядку і формування справедливого міжнародного торгового режиму.
Також найважливішими етапами діяльності «Групи 77» є Каракаська (1981 рік) і Буенос-Айреська (1983 рік) наради, і присвячена сорокаріччю «Групи 77» конференція, що пройшла в 2004 році в Сан-Паулу.

## Структура
Організація складається з трьох регіональних підгруп: Африканської, Азійської та Латиноамериканської. Особливе становище в групі посідає Китай; коли «Групою 77» і Китаєм робиться спільна заява, то вказується, що була вироблена спільна позиція «Групи 77» і КНР (або використовується термін «Група 77 плюс Китай»). Так, у вересні 2008 року Китай погодився разом з «Групою 77» сприяти реалізації цілей розвитку тисячоліття та співробітництву «Південь — Південь». Так як в складі групи є велика кількість країн, що мають різні позиції по ряду питань, всередині «Групи 77» виділяють кілька підгруп, наприклад: Альянс малих острівних держав (АОСІС — AOSIS), країни-члени Організації країн експортерів нафти (ОПЕК), Найменш розвинені країни (НРС) і ін.
«Група 77» має відділи по зв'язках в деяких підрозділах ООН:
- Конференція ООН з торгівлі та розвитку (ЮНКТАД — UNCTAD) — Женева
- Програма ООН з довкілля (ЮНЕП — UNEP) — Найробі
- Організація Об'єднаних Націй з питань освіти, науки і культури (ЮНЕСКО — UNESCO) — Париж
- Продовольча і сільськогосподарська організація ООН (ФАО — FAO) і Міжнародний фонд сільськогосподарського розвитку (МФСР — IFAD) — Рим
- Організація Об'єднаних Націй з промислового розвитку (ЮНІДО — UNIDO) — Відень
- У Міжнародному валютному фонді (МВФ — IMF) і Світовому банку (World Bank) є представник від «Групи 24» (G-24), що функціонує в рамках «Групи 77» — Вашингтон.

Від групи щороку направляються представники-координатори в різні структури ООН. У 2007 році представниками «Групи 77» в інших підрозділах ООН були:
- в Нью-Йорку (ООН): Мунір Акрам (Пакистан)
- в Римі (ИФАД і ФАО): Ламія Саггаф (Кувейт)
- в Женеві (ЮНКТАД): пан Хосе Делмер Урбізо (Гондурас)
- в Найробі (ЮНЕП): г-н Джісмун Каср (Індонезія)
- в Парижі (ЮНЕСКО): Мохамед Захір Азіз (Афганістан)
- у Відні (ЮНІДО): Сайед Гала Ельдін Ельсайед Еламін (Судан)
- у Вашингтоні (МВФ і Світовий Банк): Феліса Мицелии (Аргентина) — представник «Групи 24» (G-24).

Головою у внутрішній структурі організації є представник від країни приймаючої обов'язки голови. Щороку з усіх держав-членів групи вибирається нова головуюча країна. 
Щорічно в Нью-Йорку на Генеральну Асамблею ООН «Група 77» направляє своїх міністрів закордонних справ. Періодично Міністри від «Групи 77» беруть участь у з'їздах інших організацій при ООН: ЮНКТАД, ЮНІДО, ЮНЕСКО та ін. Також групою організовуються періодичні конференції присвячені річницям «Групи 77». Так, в червні 1989 року в Каракасі пройшла конференція, присвячена 25-річчю групи, в червні 1994 року в Нью-Йорку — конференція до 30-річчя організації, а в червні 2004 року в Сан-Паулу організована конференція до 40-річного ювілею «Групи 77». Також групою організовуються з'їзди міністрів щодо вирішення питань в рамках виділених проектів, наприклад за напрямом «Південь — Південь». З 1995 року проходять збори представників від країн-членів групи з питань в будь-яких галузях і сферах (торгівля, інвестиції, фінанси, сільське господарство, енергетика та ін.):
- 5 — 7 вересня 1995 року, Джакарта
- 15 — 19 січня 1996 року, Гаяна
- 13 — 15 січня 1997 року, Сан-Хосе
- 2 — 5 грудня 1998 року, Балі (Індонезія)
- 27 — 30 жовтня 2002 року, Дубай
- 16 — 19 грудня 2003 року, Марракеш (Марокко)
- 5 — 6 грудня 2004 року, Доха
- 2 — 3 травня 2005 року, Нью-Йорк
- 29 — 30 серпня 2005 року, Кінгстон
- 3 вересня 2006 року, Ріо-де-Жанейро

У 1982 році в рамках «Групи 77» створено міжурядовий координаційний комітет (МКК — IFCC) з питань економічного співробітництва країн, що розвиваються (ЕСРС), який розробляє і пропонує рекомендації для нарад міністрів «Групи 77». На нарадах МКК розглядаються і приймаються програмні рішення «Групи 77»:
- 1982 рік (23 — 28 серпня), Маніла
- 1983 рік (5 — 10 вересня), Туніс
- 1984 рік (3 — 8 вересня), Картахена (Колумбія)
- 1985 рік (19 — 23 серпня), Джакарта
- 1986 рік (18 — 23 серпня), Каїр
- 1987 рік (7 — 12 вересня), Гавана
- 1989 рік (31 липня — 5 серпня), Куала-Лумпур
- 1993 рік (30 серпня — 3 вересня), Панама
- 1996 рік (8 — 12 лютого), Маніла
- 2001 рік (18 — 23 серпня), Тегеран
- 2005 рік (21 — 23 березня), Гавана
- 2008 рік (10 — 13 червня), Ямусукро.

## Члени

### Засновники[5]
1. Афганістан
2. Алжир
3. Аргентина
4. Бенін
5. Болівія
6. Бразилія
7. Буркіна-Фасо
8. Бурунді
9. Камбоджа
10. Камерун
11. Центральноафриканська Республіка
12. Чад
13. Чилі
14. Колумбія
15. ДР Конго
16. Республіка Конго
17. Коста-Рика
18. Домініканська Республіка
19. Еквадор
20. Єгипет
21. Сальвадор
22. Ефіопія
23. Габон
24. Гана
25. Гватемала
26. Гвінея
27. Гаїті
28. Гондурас
29. Індія
30. Індонезія
31. Іран
32. Ірак
33. Ямайка
34. Йорданія
35. Кенія
36. Кувейт
37. Лаос
38. Ліван
39. Ліберія
40. Лівія
41. Мадагаскар
42. Малайзія
43. Малі
44. Мавританія
45. Марокко
46. М'янма
47. Непал
48. Нікарагуа
49. Нігер
50. Нігерія
51. Пакистан
52. Панама
53. Парагвай
54. Перу
55. Філіппіни
56. Руанда
57. Саудівська Аравія
58. Сенегал
59. Сьєрра-Леоне
60. Сомалі
61. Шрі-Ланка
62. Судан
63. Сирія
64. Танзанія
65. Таїланд
66. Того
67. Тринідад і Тобаго
68. Туніс
69. Уганда
70. Уругвай
71. Венесуела
72. В'єтнам
73. Ємен

### Долучилися пізніше
1. Ангола
2. Антигуа і Барбуда
3. Багамські Острови
4. Бахрейн
5. Бангладеш
6. Барбадос
7. Беліз
8. Бутан
9. Боснія і Герцеговина
10. Ботсвана
11. Бруней
12. Кабо-Верде
13. Коморські Острови
14. Кот-д'Івуар
15. Куба
16. Джибуті
17. Домініка
18. Екваторіальна Гвінея
19. Еритрея
20. Фіджі
21. Гамбія
22. Гренада
23. Гвінея-Бісау
24. Гаяна
25. Кірибаті
26. Лесото
27. Малаві
28. Мальдіви
29. Маршаллові Острови
30. Маврикій
31. Micronesia
32. Монголія
33. Мозамбік
34. Намібія
35. Північна Корея
36. Науру
37. Оман
38. Палестина
39. Папуа Нова Гвінея
40. Катар
41. Сент-Кіттс і Невіс
42. Сент-Люсія
43. Сент-Вінсент і Гренадини
44. Самоа
45. Сан-Томе і Принсіпі
46. Сейшельські Острови
47. Сінгапур
48. Соломонові Острови
49. ПАР
50. Південний Судан
51. Суринам
52. Есватіні
53. Таджикистан
54. Східний Тимор
55. Тонга
56. Туркменістан
57. ОАЕ
58. Вануату
59. Замбія
60. Зімбабве

## Президенство у групі[6]
| Президенство                                   | Рік       |
| ---------------------------------------------- | --------- |
| Індія                                          | 1970–1971 |
| Перу                                           | 1971–1972 |
| Єгипет                                         | 1972–1973 |
| Іран                                           | 1973–1974 |
| Мексика                                        | 1974–1975 |
| Мадагаскар                                     | 1975–1976 |
| Пакистан                                       | 1976–1977 |
| Ямайка                                         | 1977–1978 |
| Туніс                                          | 1978–1979 |
| Індія                                          | 1979–1980 |
| Венесуела                                      | 1980–1981 |
| Алжир                                          | 1981–1982 |
| Бангладеш                                      | 1982–1983 |
| Мексика                                        | 1983–1984 |
| Єгипет                                         | 1984–1985 |
| Соціалістична Федеративна Республіка Югославія | 1985–1986 |
| Гватемала                                      | 1987      |
| Туніс                                          | 1988      |
| Малайзія                                       | 1989      |
| Болівія                                        | 1990      |
| Гана                                           | 1991      |
| Пакистан                                       | 1992      |
| Колумбія                                       | 1993      |
| Алжир                                          | 1994      |
| Філіппіни                                      | 1995      |
| Коста-Рика                                     | 1996      |
| Танзанія                                       | 1997      |
| Індонезія                                      | 1998      |
| Гаяна                                          | 1999      |
| Нігерія                                        | 2000      |
| Іран                                           | 2001      |
| Венесуела                                      | 2002      |
| Марокко                                        | 2003      |
| Катар                                          | 2004      |
| Ямайка                                         | 2005      |
| ПАР                                            | 2006      |
| Пакистан                                       | 2007      |
| Антигуа і Барбуда                              | 2008      |
| Судан                                          | 2009      |
| Ємен                                           | 2010      |
| Аргентина                                      | 2011      |
| Алжир                                          | 2012      |
| Фіджі                                          | 2013      |
| Болівія                                        | 2014      |
| ПАР                                            | 2015      |
| Таїланд                                        | 2016      |
| Еквадор                                        | 2017      |
| Єгипет                                         | 2018      |
| Палестина                                      | 2019      |
| Гаяна                                          | 2020      |
| Гвінея                                         | 2021      |